# Gemeine Heidelibelle
Die Gemeine Heidelibelle (Sympetrum vulgatum) ist eine Libellenart aus der Familie der Segellibellen (Libellulidae). Diese sind eine Familie der Großlibellen (Anisoptera). Es handelt sich dabei um eine mittelgroße Libelle mit einer Flügelspannweite von 5 bis maximal 6,5 Zentimetern.

## Merkmale

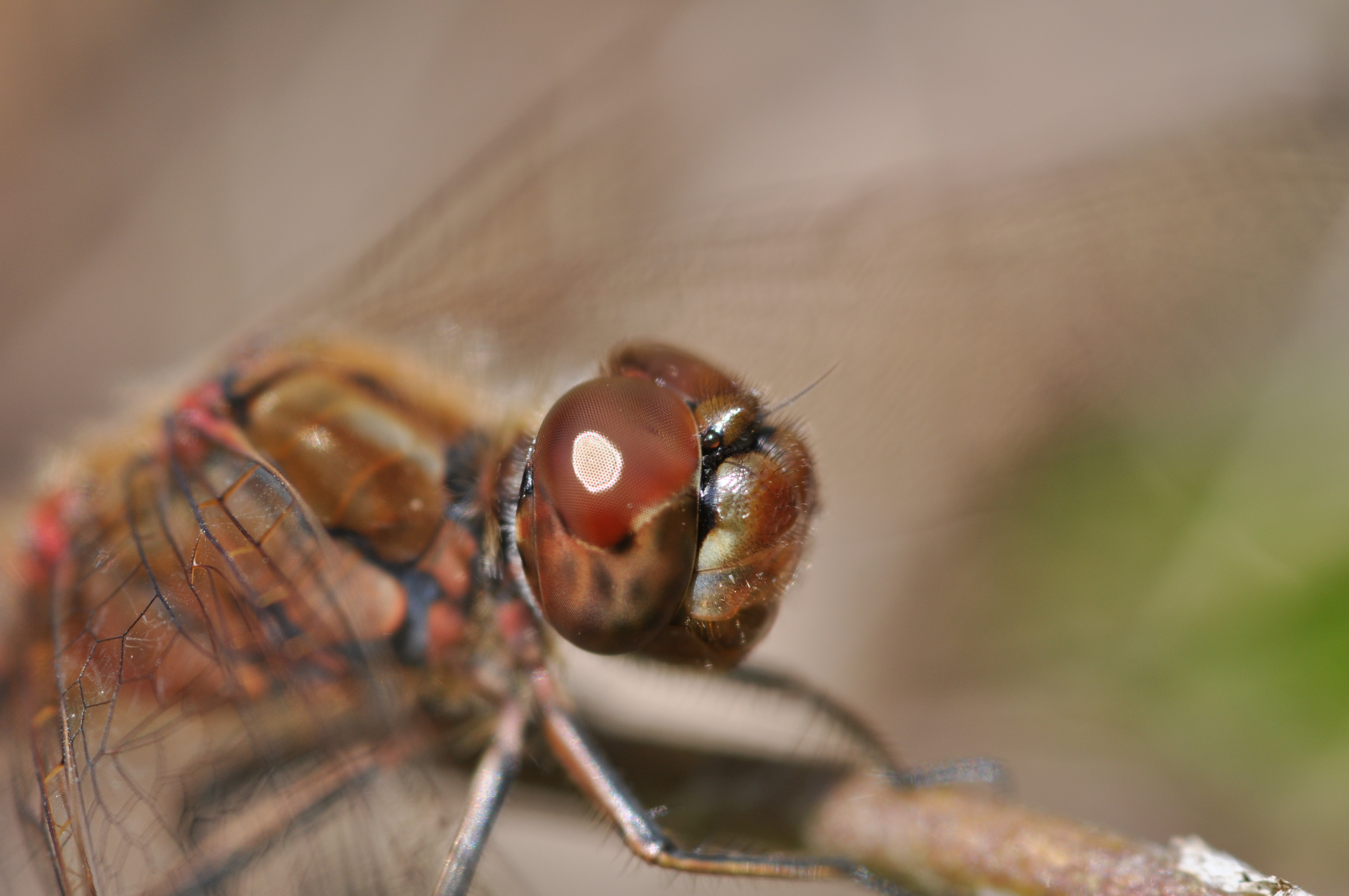
Porträt eines Männchens; beachte den am Auge herablaufenden schwarzen Stirnstreifen

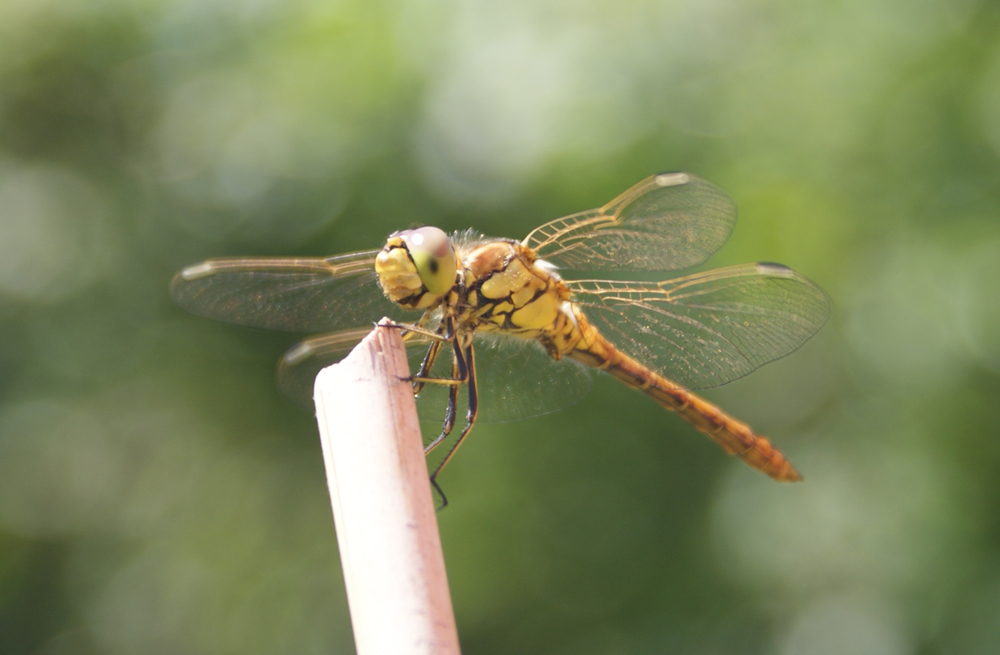
Kürzlich geschlüpftes und noch nicht ausgefärbtes männliches Tier

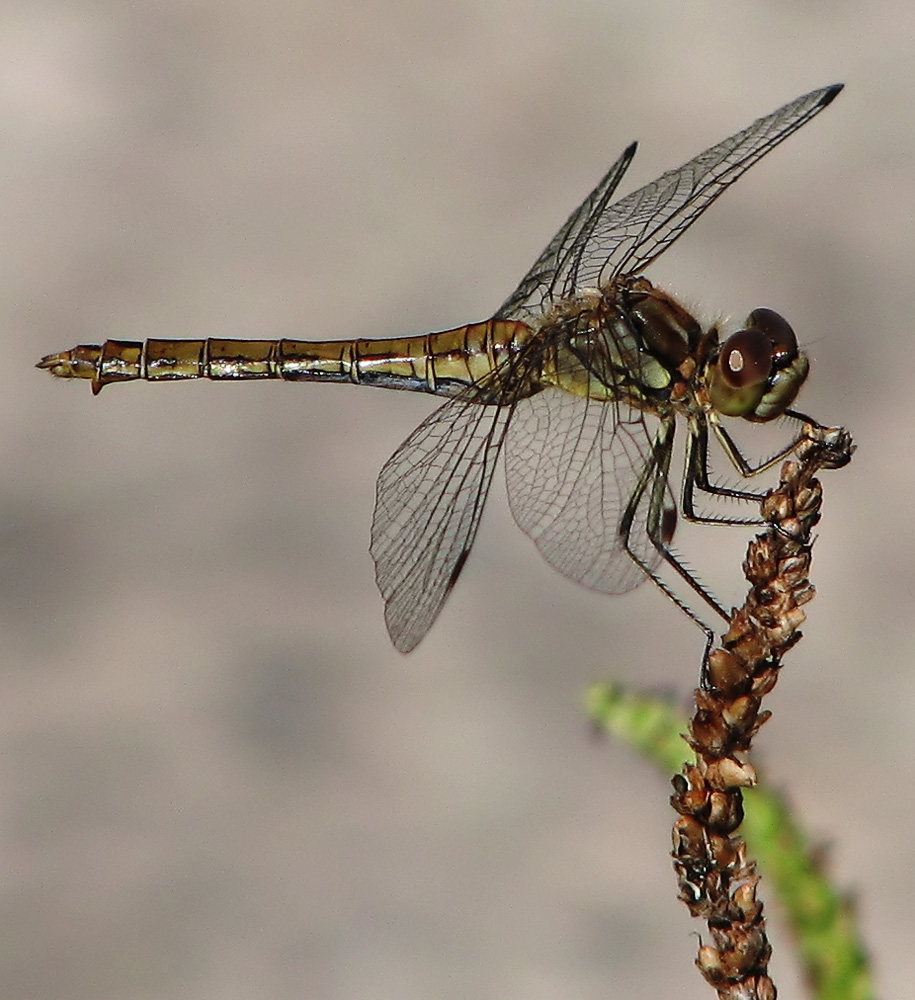
Weibchen der Gemeinen Heidelibelle; beachte die senkrecht abstehende Legeklappe

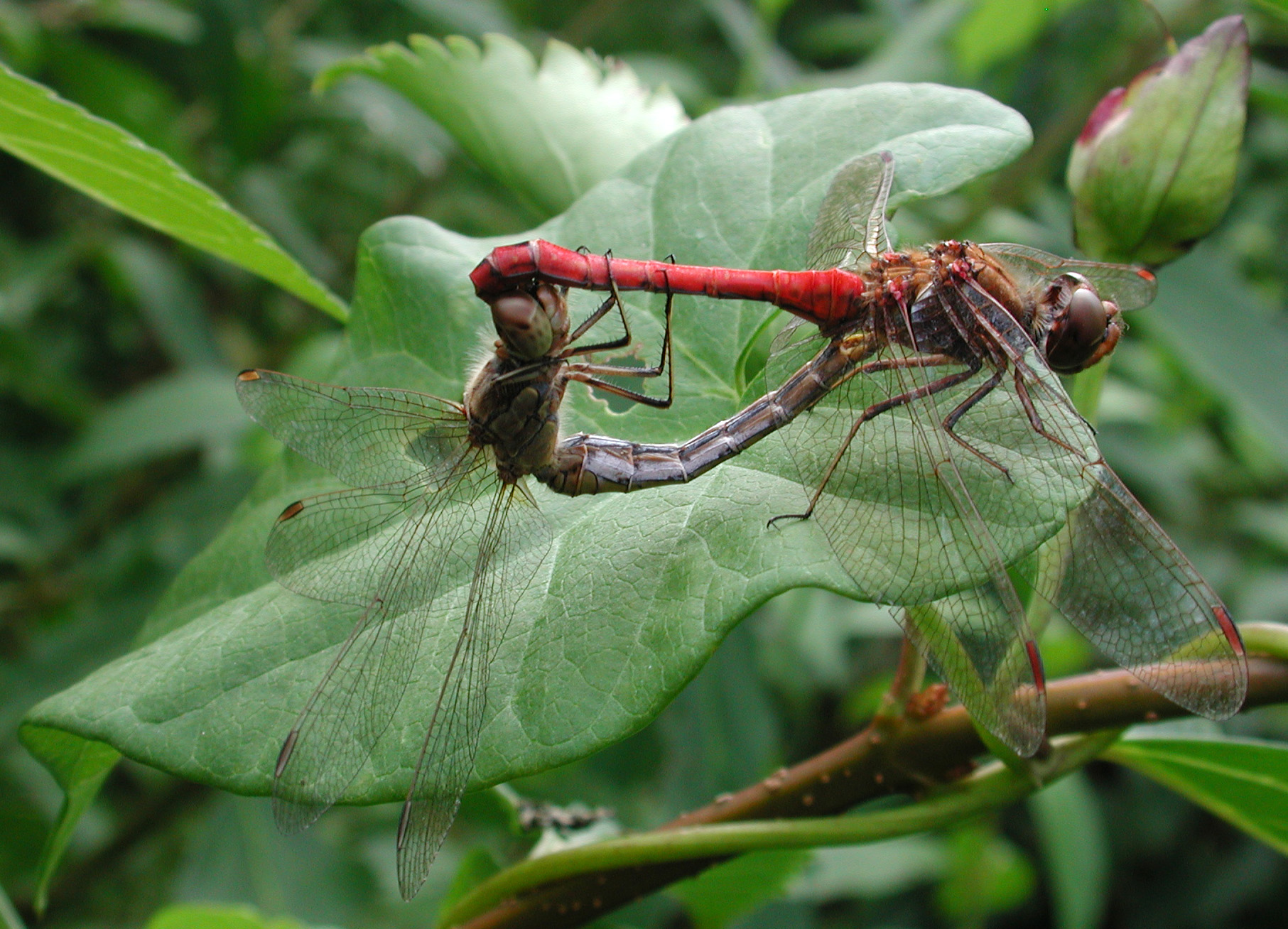
Paarungsrad

Der Kopf, der Brustabschnitt (Thorax) und der Hinterleib (Abdomen) der Tiere sind beim Männchen rot, beim Weibchen eher bräunlich-gelbrot mit schwarzer Zeichnung gefärbt. Eine sehr ähnliche Art ist die Große Heidelibelle, deren Thorax außerdem zwei hellere Seitenstreifen trägt. Des Weiteren trägt der Kopf eine schwarze Stirnzeichnung, die bei der Großen Heidelibelle an den Augen endet, während sie sich bei der Gemeinen Heidelibelle ein Stück weit an den Augen herunterzieht. Als drittes Unterscheidungsmerkmal besitzen die Männchen der Gemeinen Heidelibelle einen zum Ende hin deutlich verbreiterten Hinterleib. Die Beine sind schwarz und besitzen oberseits eine gelbe Färbung, die bei der ebenfalls ähnlichen Blutroten Heidelibelle (Sympetrum sanguineum) nicht vorhanden ist.
Frisch geschlüpfte Heidelibellen, deren Cuticula noch nicht vollständig ausgehärtet ist, sind hellbraun, können aber bereits flugfähig sein.
Eine Unterart der Gemeinen Heidelibelle ist aus Nordspanien als Sympetrum vulgatum ibericum beschrieben, deren Gesamtfärbung insgesamt sehr viel heller ist.

## Lebensweise
Die Gemeine Heidelibelle ist in den Monaten Juli bis November an stehenden Gewässern aller Art anzutreffen, darunter auch Kleingewässer und Gartenteiche.
Die Männchen sitzen häufig etwas abseits des Gewässers. Die Paarung findet meist sitzend (s. Bild) in Ufernähe statt.
Die Tiere können dabei auch fliegen. Die Eiablage erfolgt immer im Flug, wobei das Männchen das Weibchen am Kopf festhält (s. Bild). Die hinten fliegenden Weibchen streifen ihre Eier dann durch wippende Bewegungen des Hinterleibs an der Wasseroberfläche ab.

## Larvenentwicklung
Die Larven schlüpfen im Jahr nach der Eiablage. Sie bevorzugen den Bereich auf dem Gewässergrund oder zwischen Wasserpflanzen und sind häufig von sehr viel Substrat bedeckt. Ihre Entwicklung dauert ein Jahr, danach erscheinen die adulten Libellen.